# The Mississippi Sheiks
Mississippi Sheiks var en amerikansk musikgrupp som gjorde flera inspelningar mellan 1928 och 1935.
Bandets mest kända hit, "Sitting on Top of the World", är en bluessång. Den varierades av flera kända musiker som Bob Dylan, Cream och Grateful Dead.

## Medlemmar
- Walter Vinson (f. 2 februari 1901 i Bolton, Mississippi – d. 22 april 1975 i Chicago, Illinois) – gitarr, violin, sång
- Lonnie Chatmon – violin
- Sam Chatmon (f. 10 januari 1897 i Bolton, Mississippi – d. 2 februari 1983 i Hollandale, Mississippi) – gitarr
- Bo Carter (f. Armenter Chatmon 30 juni 1893 i Bolton, Mississippi – d. 21 september 1964 i Memphis, Tennessee) – gitarr, sång
- Charlie McCoy (f. 26 maj 1909 i Jackson, Mississippi – d. 28 januari 1950 i Chicago, Illinois) – gitarr, mandolin

## Diskografi (urval)
Singlar
- 1930 – "Jackson Stomp" / "Alma Waltz" (som Mississippi Mud Steppers)
- 1930 – "Sitting on Top of the World" / "Lonely One in This Town"
- 1930 – "Driving That Thing" / "Stop and Listen Blues"
- 1930 – "Cracking Them Things" / "Back to Mississippi"
- 1930 – "Sheiks Special" / "Dear Little Girl" (som Walter Jacobs & Carter Brothers)
- 1930 – "Bootlegger's Blues" / "Loose Like That"
- 1930 – "Jail Bird Love Song" / "Yodeling Fiddling Blues"
- 1930 – "Baby Keeps Stealin' Lovin' on Me" / "River Bottom Blues"
- 1931 – "Honey Babe Let the Deal Go Down" / "She Ain't No Good"
- 1931 – "Lazy Lazy River" / "Bed Spring Poker"
- 1931 – "She's a Bad Girl" / "Tell Me What the Cats Fight About"
- 1931 – "Sitting on Top of the World No. 2" / "Times Done Got Hard"
- 1931 – "Still I'm Traveling On" / "Church Bell Blues"
- 1931 – "The World Is Going Wrong" / "I've Got Blood in My Eyes for You"
- 1931 – "Things About Comin' My Way" / "Please Baby"
- 1931 – "Your Good Man Caught the Train" / "Ramrod Blues"
- 1931 – "Unhappy Blues" / "Stop and Listen Blues No. 2"
- 1932 – "Jake Leg Blues" / "Grinding Old Fool"
- 1933 – "Kitty Cat Blues" / "Show Me What You Got"
- 1934 – "When You're Sick With the Blues" / "Too Long"
- 1934 – "Lonesome Grave Took My Baby Away" / "Pop Skull Blues"
- 1934 – "Sweet Maggie" / "Sales Tax"
- 1934 – "Hitting the Numbers" / "It's Done Got Wet"
- 1934 – "My Pencil Won't Write No More" / "I Am the Devil"
- 1934 – "Good Morning Blues" / "Blues on My Mind"
- 1934 – "She's Got Something Crazy" / "You'll Work Down to Me Someday"
- 1934 – "Baby Please Make a Change" / "Somebody's Got to Help Me"
- 1935 – "The World Roundup" / "Do Right Blues"
- 1935 – "It's Backfiring Now" / "I Can't Go Wrong"
- 1935 – "Lean to One Woman" / "Fingering With Your Fingers"
- 1935 – "Dead Wagon Blues" / "She's Going to Her Lonesome Grave"